# Cyclaspoides bacescui
Cyclaspoides bacescui is een zeekommasoort uit de familie van de Bodotriidae. De wetenschappelijke naam van de soort is voor het eerst geldig gepubliceerd in 1995 door Petrescu.